# Narrenzunft Rottweil
Die Narrenzunft Rottweil ist die Narrenzunft, deren Aufgaben als gemeinnütziger eingetragener Verein die Bewahrung der Traditionen der Fasnet und die Ausrichtung der Narrensprünge in Rottweil ist.

## Ziel und Struktur
Hauptziele der Narrenzunft sind die Erhaltung und Bewahrung der traditionellen Rottweiler Fasnet.
Organe sind Vorstandschaft, Ausschuss und Mitgliederversammlung (Generalversammlung). Die Generalversammlung wählt die Vorstandschaft und den Ausschuss. Beide Gremien bestimmen weitere Ausschüsse, wie zum Beispiel den Narrenkleiderausschuss. Mitglied der Zunft wird jeder, der eine Narrenkarte erwirbt. Die Mitgliedschaft ist begrenzt auf ein Jahr und kann durch den erneuten Erwerb einer Narrenkarte fortgesetzt werden.

## Geschichte
Nachdem die erste Erwähnung des Wortes „Fasnet“ in Rottweil in einer Urkunde bereits aus dem Jahr 1310 stammt, kommt der Begriff „Narrenzunft“ erstmals in Urkunden aus dem 17. Jahrhundert vor. Am Ende des 19. Jahrhunderts wurde die Fasnet auch in Rottweil mehr und mehr von Elementen des rheinischen Karnevals geprägt. Am traditionellen Umzug des Jahres 1902 nahmen nur noch etwa 20 Narren teil. Daraufhin wurde zur Erhaltung der traditionellen Fasnet am 30. Oktober 1903 der Narrenverein Rottweil gegründet, der am 20. November den überlieferten Namen „Narrenzunft Rottweil“ annahm. Erster Vorstand war der Glasermeister Karl Pfister.
Die Narrenzunft Rottweil war am 16. November 1924 eine der 13 Gründungsmitglieder, die die Vereinigung Schwäbisch-Alemannischer Narrenzünfte (VSAN) gründeten. Im Jahr 1953 traten die Zünfte aus Rottweil (am 3. August 1953), Elzach (am 21. November 1953) und Überlingen (am 7. Dezember 1953) wegen Unstimmigkeiten um die Wahrung der Fasnetstraditionen aus. 1955 folgte der Austritt der Narrozunft Villingen. Schließlich folgte Oberndorf im Jahr 1958. Seit 1963 bilden die Zünfte aus Elzach, Überlingen, Oberndorf und Rottweil den Viererbund. Noch im Jahre 1958 fand in Überlingen der erste Narrentag statt.

## Ablauf der Rottweiler Fasnet
Die Fasnet beginnt am 6. Januar mit dem Abstauben der „Narrenkleidle“. Dazu ziehen die Ausschussmitglieder der Narrenzunft in Frack und Zylinder durch die Kernstadt und machen an den „Narrenhäusern“ (Häuser, in denen Personen mit Narrenkleidern wohnen) Halt, um die dort bereitgelegten Larven symbolisch vom Staub des vergangenen Jahres zu befreien. In Rottweil wird die Maske immer „Larve“ genannt; das gesamte Narrenkleid heißt „Narrenkleidle“, nicht „Scheme“ und „Häs“ wie andernorts. (Siehe auch: Bemalung einer Rottweiler Larve)
Am Schmotzigen Donnerstag findet der Fasnetsmarkt statt. Den ganzen Tag über sind verkleidete Schüler in der Stadt unterwegs. Am Abend ziehen Gruppen von Lokal zu Lokal und persiflieren das Stadtgeschehen.

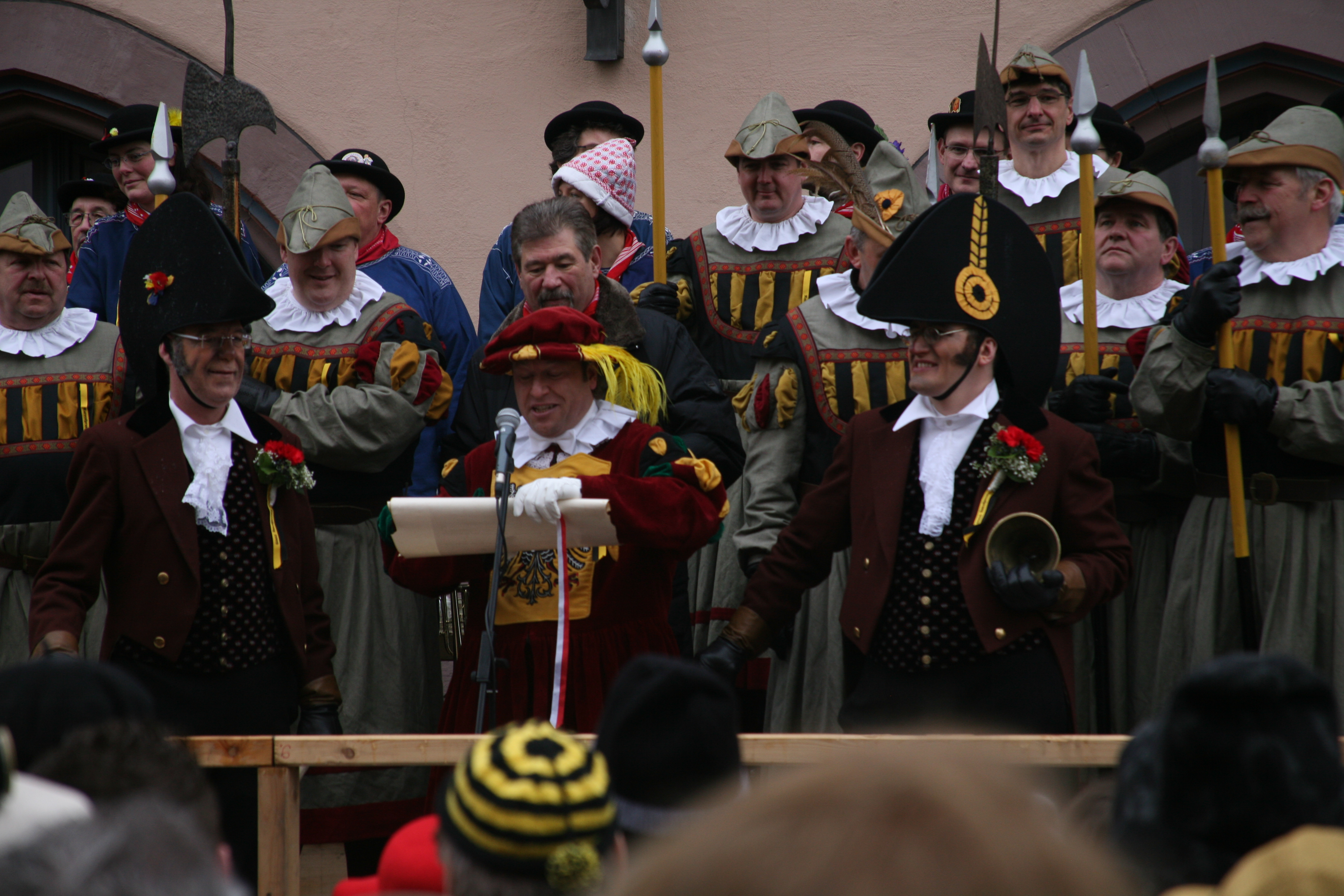
Proklamation am Fasnachtssonntag

Am Fasnetssonntag übernimmt die Narrenzunft bei der Proklamation um 11.45 Uhr vor dem Alten Rathaus das Stadtregiment. Im „Umzug für den Narrensamen“, der mittlerweile auch Kinderumzug heißt, ziehen Kinder im traditionellen Bajasskostüm ausgehend vom Schwarzen Tor in die Stadt ein. An diesem Umzug nehmen keine traditionellen Narrenkleider teil. Vor dem Umzug ziehen am Vormittag bereits die Ausscheller durch die Stadt und kündigen vom Beginn der Fasnet.
Am Fasnetsmontag um 8:00 Uhr beginnt der Narrensprung. Mit dem Glockenschlag strömen die Narren durchs Schwarze Tor. Ein zweiter Narrensprung wird am Dienstagmorgen um dieselbe Zeit veranstaltet, der dritte am Dienstag nachmittags um 14:00 Uhr. Nach den Sprüngen findet auf den Straßen von Rottweil ein Narrentreiben statt. Dabei laufen die Narren durch die Straßen und sagen den Passanten auf. Das Aufsagen ist eine Form des Rügerechts der Narren. Dabei benutzen sie häufig ein Narrenbuch, in dem zeichnerisch und bildhaft die größeren und kleineren Vorkommnisse aus dem lokalen Geschehen der Stadt seit der vergangenen Fasnet festgehalten sind. Die „Aufsageopfer“, für die es gleichwohl eine Ehre ist, von einem Narren angesprochen zu werden, dürfen nach dem Aufsagen „schnupfen“. Die Narren führen dazu eine Pralinenschachtel oder einen Korb mit, aus welchem die Angesprochenen sich eine kleine Süßigkeit als Vertröstung nehmen dürfen.

## Figuren der Rottweiler Fasnet

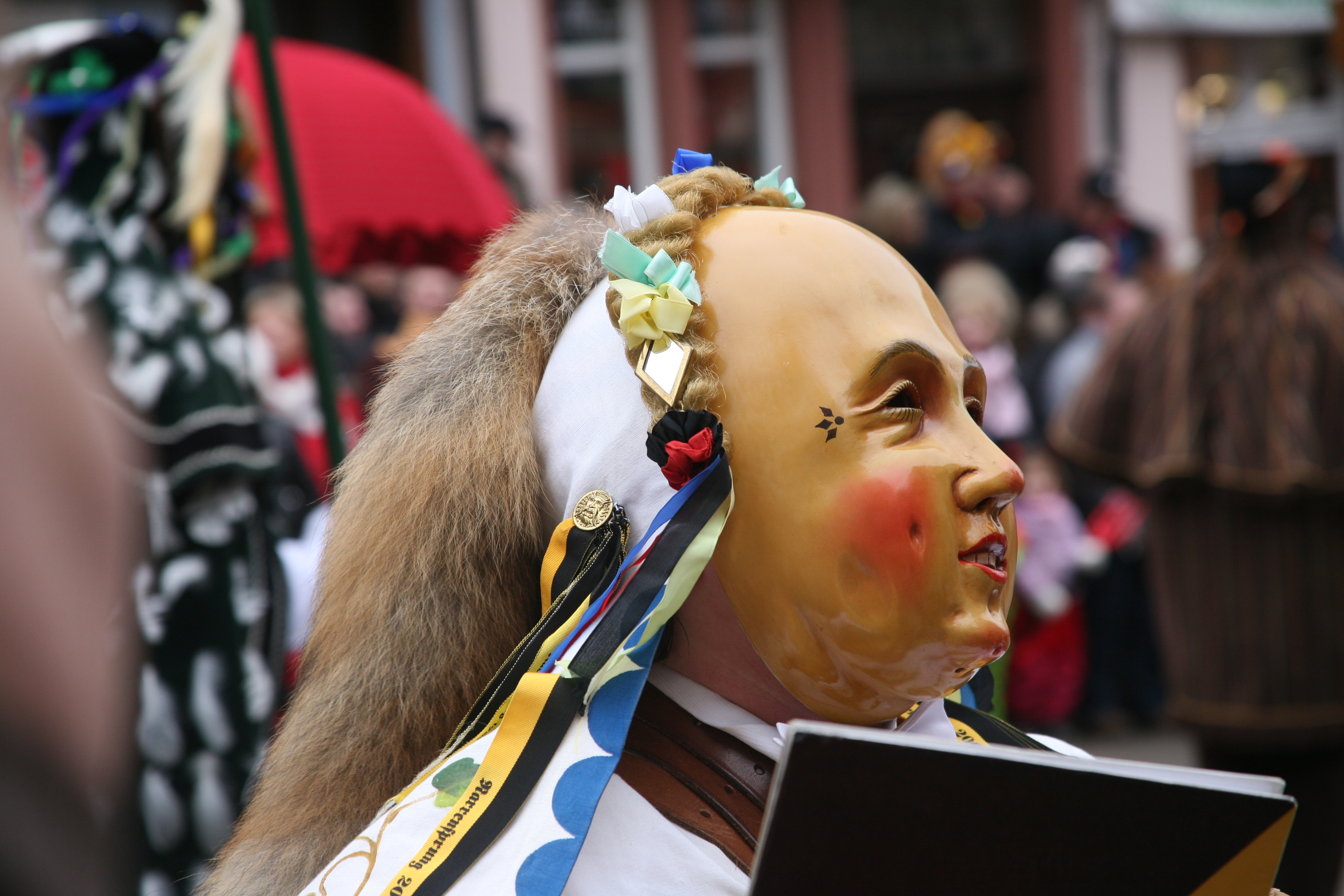
Gschell beim historischen Narrensprung

### Gschell(-narr)

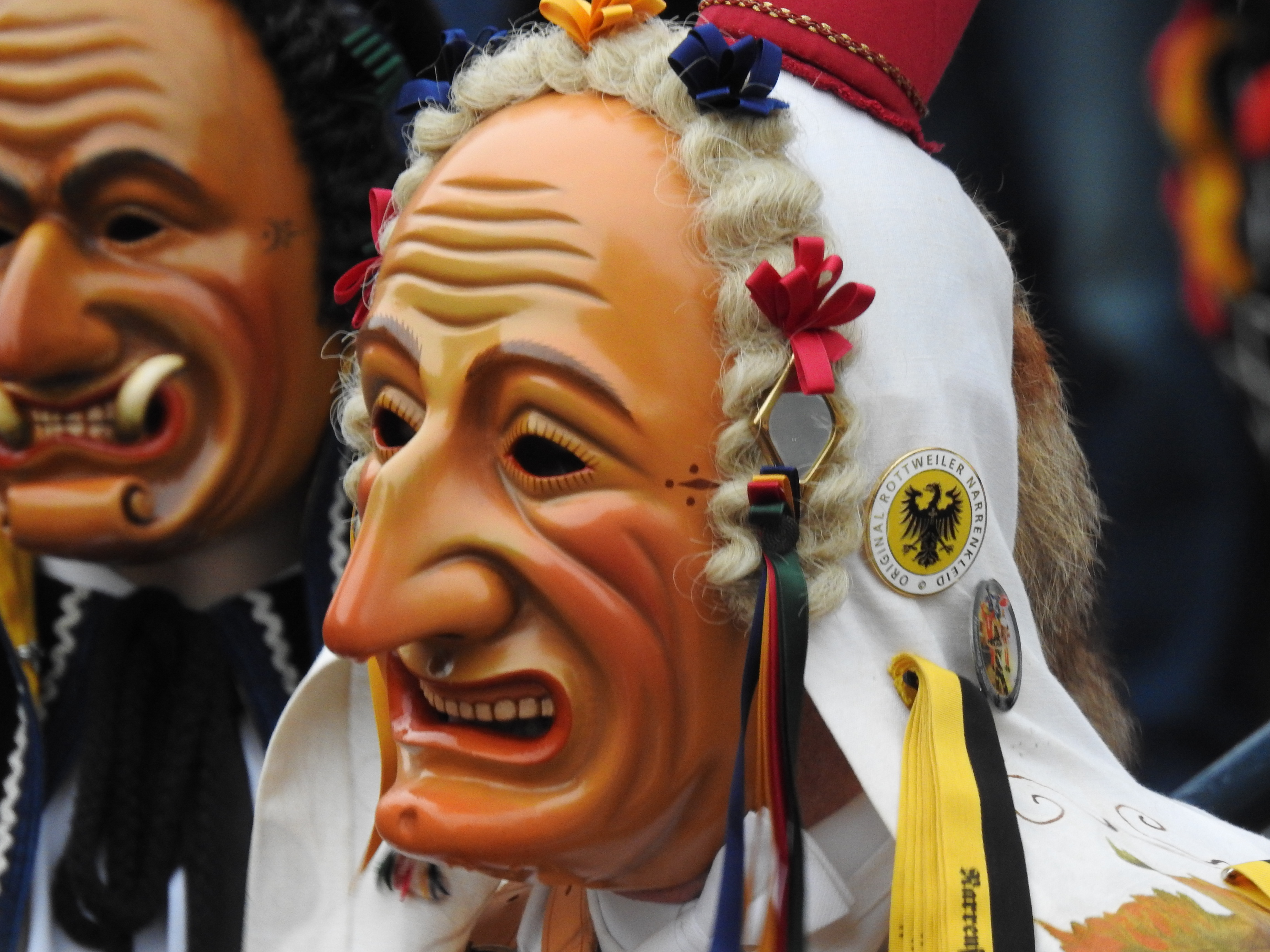
Biss-Larve

Der Gschellnarr ist der klassische Rottweiler Narr. Es handelt sich um einen Weißnarren mit bemaltem Leinenkleid.
Das Gschell besteht aus vielen Teilen. Da ist zunächst die Haube, die an der Larve festgenäht wird. Sie entstand durch die im Hochmittelalter übliche Gugel. Auf der Haube sind historische Köpfe wie Türkenköpfe, Maskaronen oder Bacchusköpfe gemalt. Des Weiteren besteht das Kleid aus Narrenkittel und Hose. Auf dem Kittel findet man u. a. bäuerliche Halbfiguren, sowie Köpfe aus dem städtischen Leben. Die Hose besteht aus einer Kombination eigenwilliger Figuren (z. B. Frau mit altdeutscher Tracht, Mohr). Das Gschell trägt eine kühn wirkende, freundliche Glattlarve und als Kopfbedeckung eine Haube mit drei Fuchsschwänzen. Über Haube und Larve befindet sich ein aus strohhellem Rosshaar geflochtenes Kränzle. Am Kränzle werden zwei in Metall gefasste Spiegelchen befestigt. Zum Gschell gehören außerdem immer sechs Glockenriemen, die recht schwer sein können.

### Biss
Das Biss ist ebenfalls eine Weißnarrenfigur mit bemaltem Leinenkleid. Die Bisslarve zeigt ein strenges Männergesicht mit bissig gefletschten Zähnen. Die Larve ist anders als beim Gschell keine Glattlarve. Die Larventypen variieren vom Achtermaul bis hin zum Zahnfleischbiss. Die Nase des Biss ist groß und prägnant. Das Biss wird von einem Boschen aus Hahnenfedern bekrönt, kombiniert mit nur einem Fuchsschwanz. Die Bemalungen der Leinenkleider kann mit dem Gschell verglichen werden. Das Gleiche gilt für Glockenriemen, Kränzle, Foulards und Narrenwurst. Manche Biss tragen bis zu acht Glockenriemen. Das Biss wurde relativ spät zum ersten Mal erwähnt. Die ersten Fotografien dieses Kleidles stammen aus den Jahren 1860/70. Es gibt keine Kinder-Biss-Kleidle.

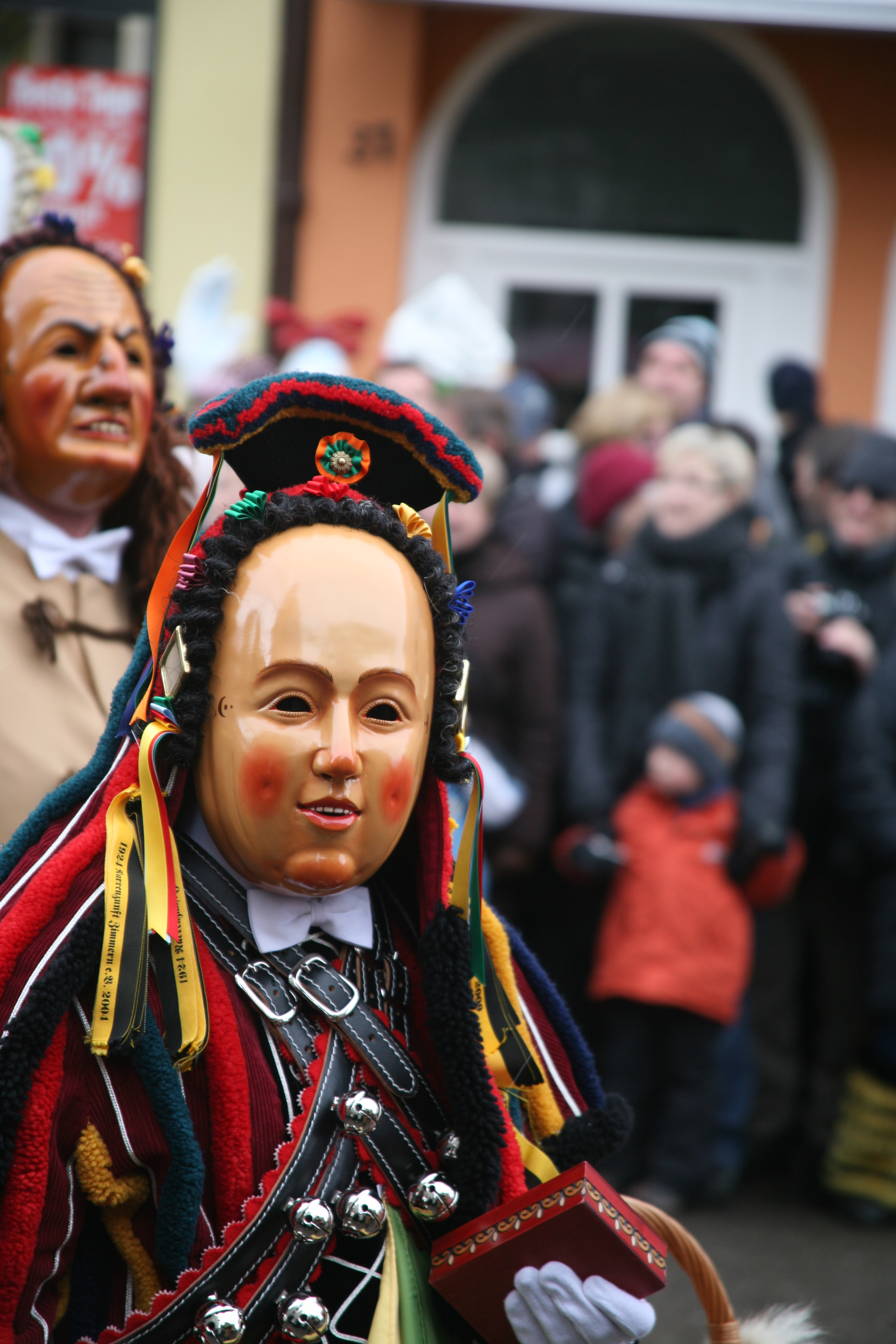
Fransenkleidle beim historischen Narrensprung

### Fransenkleidle
Das Fransenkleidle ist eine stark vom Barock und Rokoko geprägte Narrenfigur. Es ist vermutlich eine jüngere, leichtere Spielart des Gschellnarren. Das Fransenkleidle wird gelegentlich auch als Frauenkleid bezeichnet. Dabei wird oft vergessen, dass bis nach dem Zweiten Weltkrieg fast ausschließlich Männer ins Narrenkleid gingen. Wenn Ratsprotokolle aus dem 18. Jahrhundert von Weiberkleidern berichten, kann nicht automatisch der Rückschluss gezogen werden, dass damit das Fransenkleidle gemeint war. Auf der Haube befindet sich ein Dreispitz. Das Rosshaarkränzle ist im Unterschied zu Biss und Gschell schwarz. Das ganze Kleid ist mit vertikalen Fransen in unterschiedlichen Farben besetzt. Zwischen den Fransen finden sich parallel verlaufende Silberlitzen. Das Fransenkleid trägt nur vier Riemen mit wesentlich kleineren Schlittengeschirrrollen als z. B. beim Geschell. Die Narrenwurst ist im Allgemeinen dunkler als bei den Weissnarren.

### Schantle

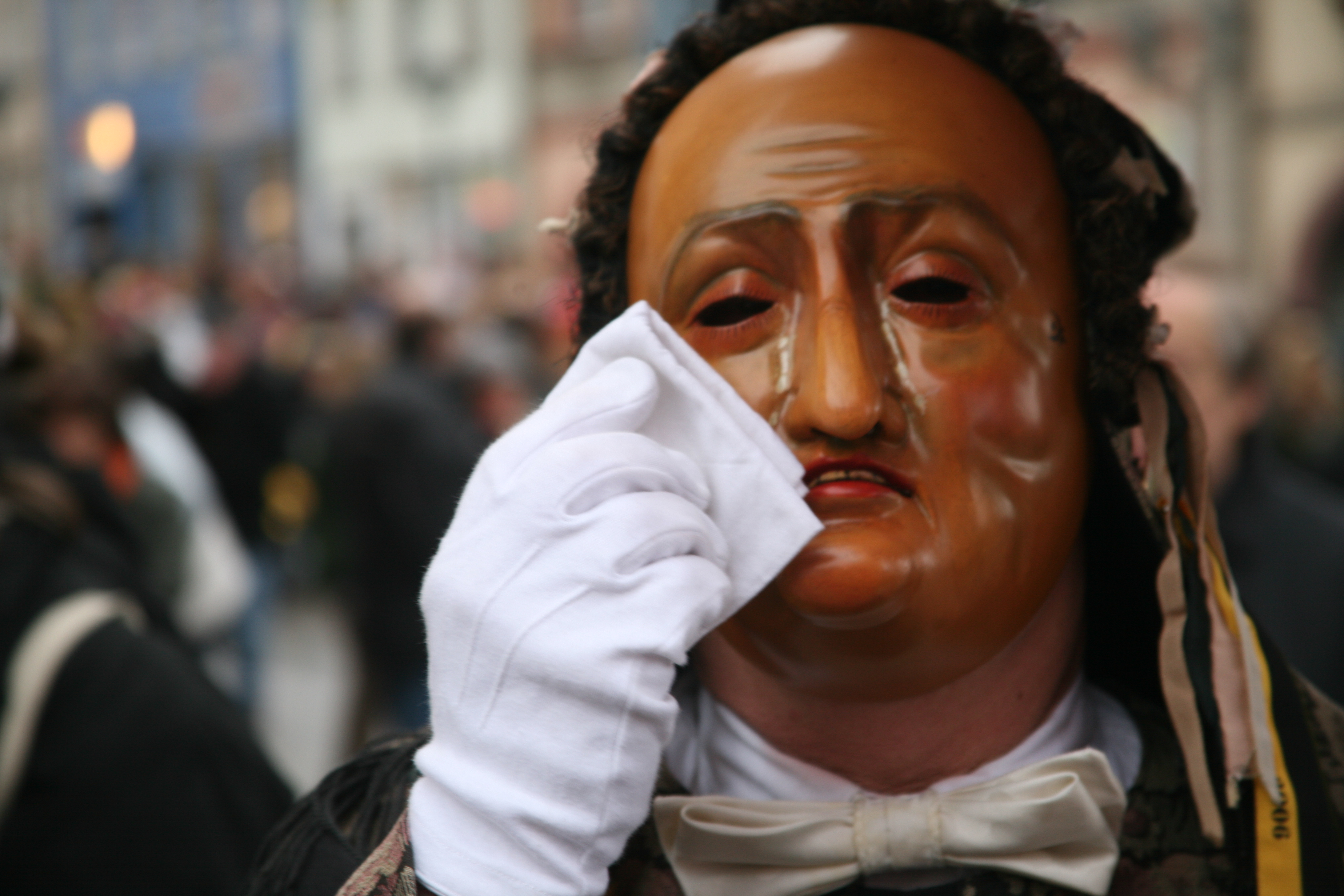
Briekere

Der Schantle war ursprünglich mit einem einfachen Rupfenanzug und Besen ausgestattet und zu derben Taten bereit. Diese Figur wurde Ende des 19. Jahrhunderts veredelt, um das Schantleverbot zu umgehen. Heute ist der Schantle mit Schirm oder Gehstock ausgestattet. Es gibt einige besondere Larven:
- Die sogenannte „Briekere“ („brieken“ schwäbisch für weinen) zeigt ein weinendes Gesicht. Beim letzten Narrensprung am Fasnetsdienstag symbolisiert die Briekere, dass die Fastnachtszeit langsam zu Ende geht.

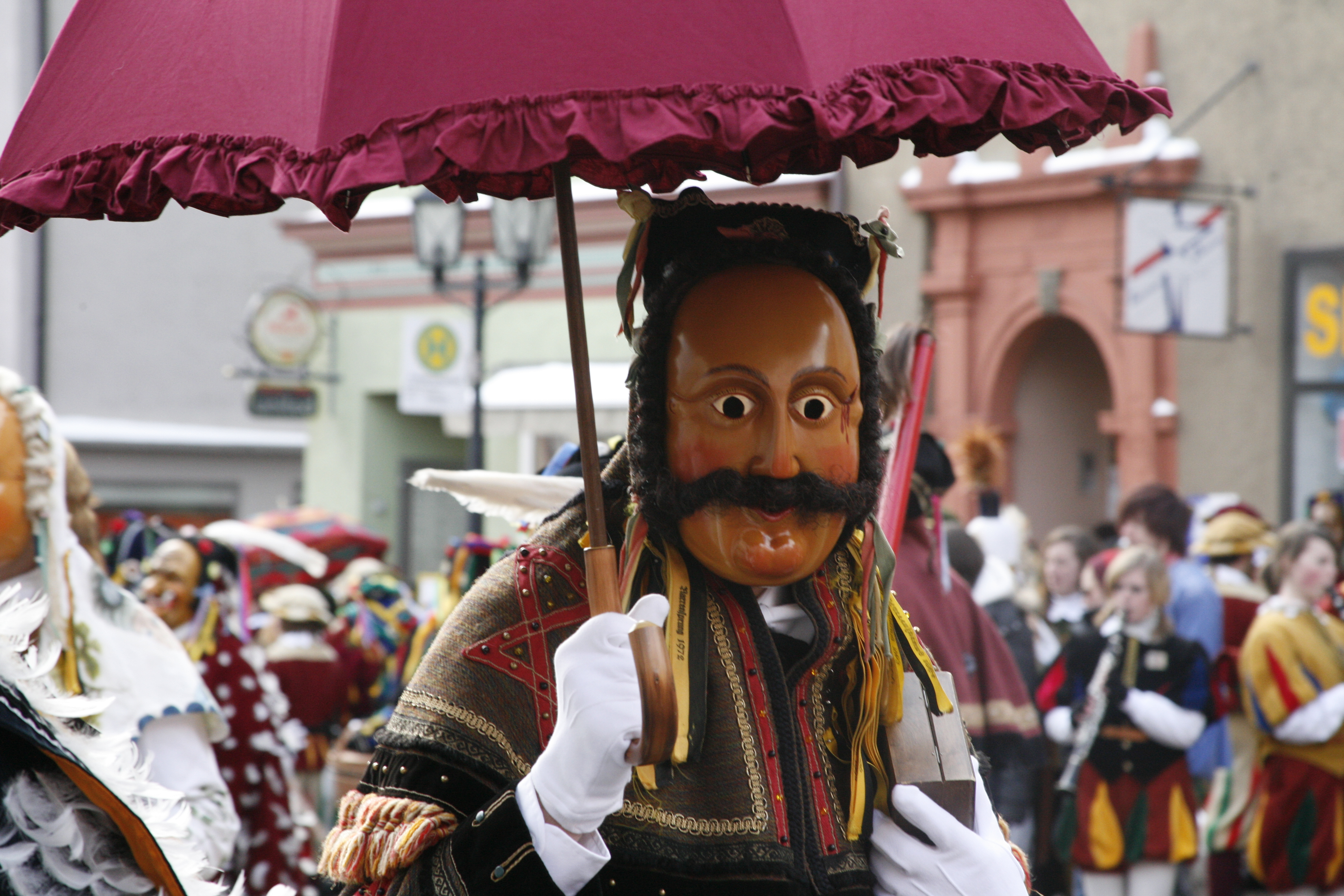
Ronnys Schantle

- Ronnys Schantle wird aufgrund seiner auffälligen Augen auch Prallaug genannt. Die Larve besitzt als zusätzlichen Gesichtsschmuck einen aufgesetzten Bart und an der linken Schläfe eine Wunde, die sich sein ursprünglicher Besitzer im Gasthaus zum Kreuz zugezogen haben soll. Ronnys Schantle hält darüber hinaus in einer bildlichen Darstellung von 1871, der sogenannten „Narrentafel“, die Erinnerung an die alten Schantleanzüge wach.

### Federahannes

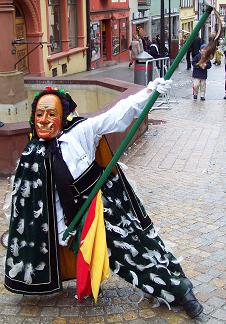
Kleiner Federahannes

Die Larve zeigt ein Gesicht mit gebogenen Hauern aus den Mundwinkeln. Er trägt einen Mantel, der mit Federn geschmückt ist, und einen Stab, an dessen Ende ein parfümiertes Kalbschwänzle befestigt ist. Mit diesem wedelt er den Passanten durch das Gesicht. Außerdem dient der Stab dazu, die bekannten Sprünge zu vollziehen.
Der einzige Federhannes, dem ein Name zugeordnet wurde, ist der s’Marx-Becka Federahannes. Die Larve gilt als eine der schönsten Rottweiler Federhanneslarven.
Federahanneslarven aus der Zeit um 1700 haben oft kein für das Kleidle typisches Rollkinn. Beim Rollkinn spricht man auch von der sogenannten Volute. So gibt es zum Beispiel eine Larve, bei der statt des Kinns ein Bart aufgemalt ist.
Am 8. Februar 1983 wurde durch die Deutsche Bundespost eine 60-Pfennig-Sonderbriefmarke zur schwäbisch-alemannischen Fastnacht herausgegeben, die einen Rottweiler Federahannes beim Sprung zeigt.

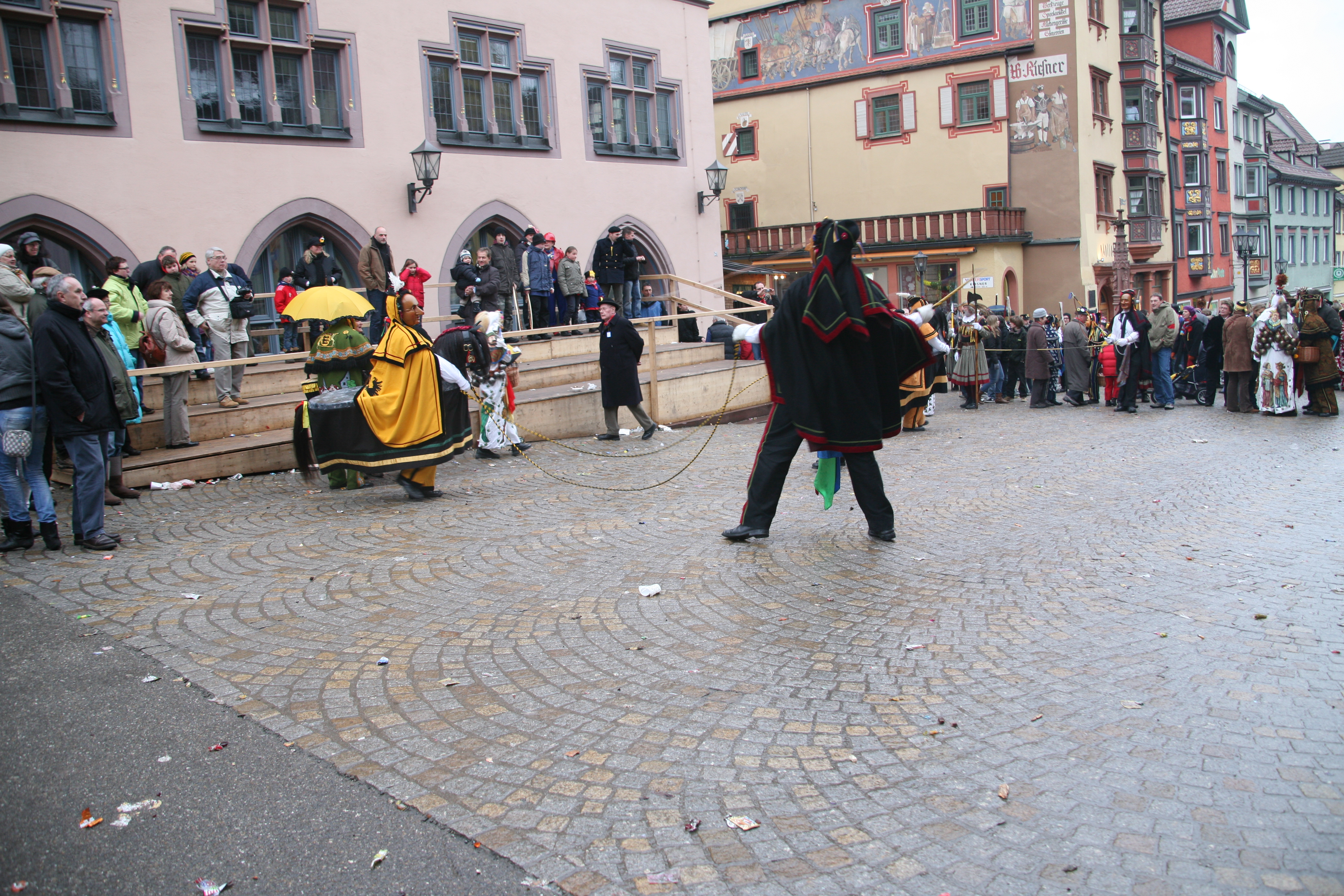
Benner Rössle nach dem Narrensprung

### Benner Rössle

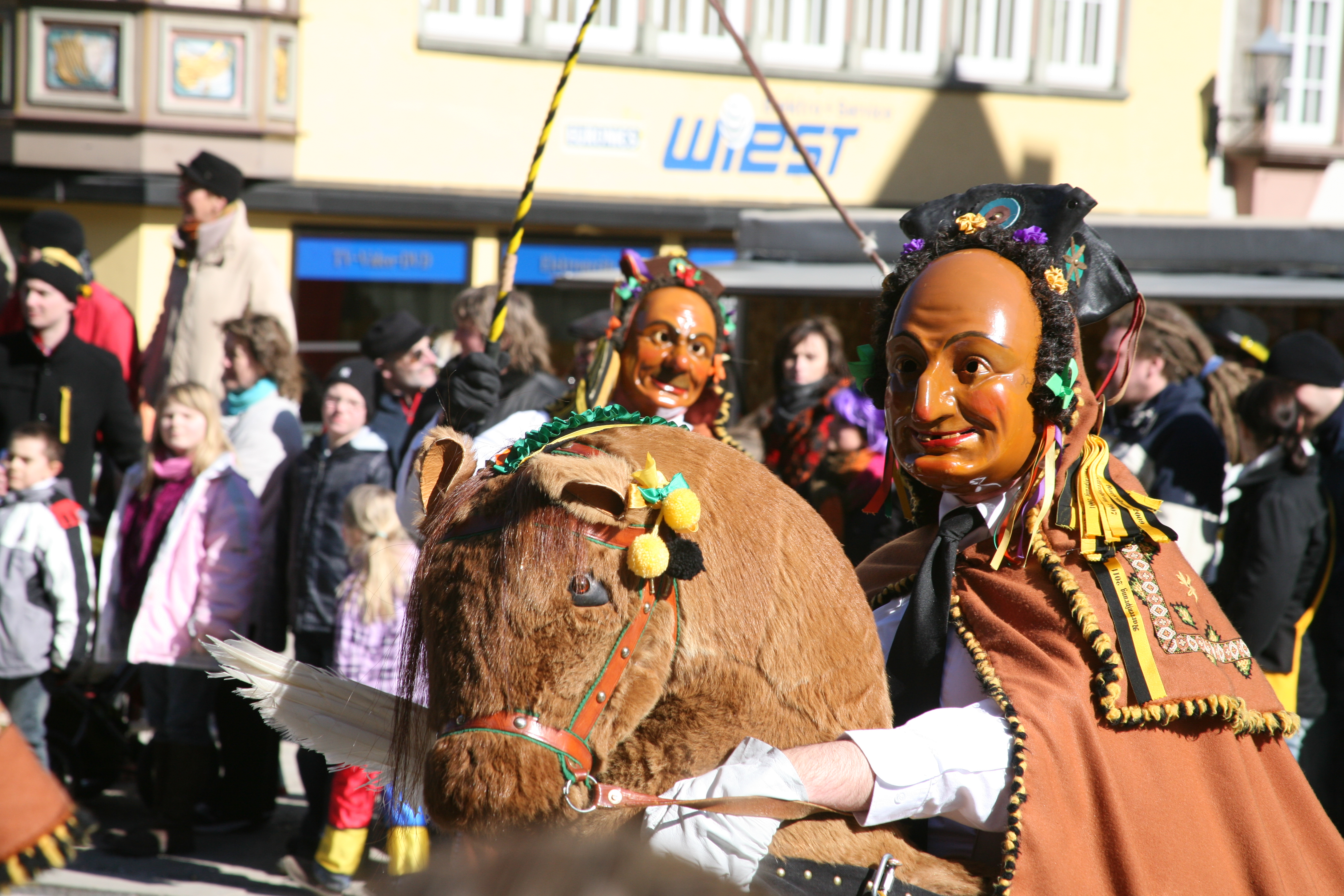
Der Fuchs ohne Feder

Insgesamt neun Rössle (Rösser, Scheinpferde) sind Bestandteile der Rottweiler Fasnet. Die Figur besteht aus einem Ross und zwei Treibern, die in einer wilden Vorstellung versuchen, dem Ross die Feder vom Kopf zu peitschen.
Alte Rottweiler sprechen auch vom Brieler Rössle. Das älteste Rössle ist der sogenannte „Alte Schimmel“. Im letzten Drittel des 19. Jahrhunderts wurde ein weiteres Rössle angefertigt: „Widmers Fuchs“. Später kamen der „Neue Schimmel“ und das „Haller Rössle“ sowie weitere Pferdeattrappen hinzu. Mittlerweile gibt es auch mehrere Rössle, die nicht beim Narrensprung mitmachen dürfen, da die Narrenzunft die Anzahl der am Sprung teilnehmenden Rössle, aufgrund der Länge des Sprungs, begrenzte. Diese ziehen dafür aber anschließend durch die Gassen und bieten ein nicht minder spektakuläres Schauspiel. Interessant ist auch, dass alle Rössle in Privatbesitz sind. Wie lange das Gespann aus Treiber und Rösslenarr bereits besteht, lässt sich nur vermuten. Der Geschichtsschreiber von Langen erwähnte das Brieler Rössle bereits namentlich in seiner Rottweiler Stadtgeschichte um 1800.

### Schiermaiers Guller

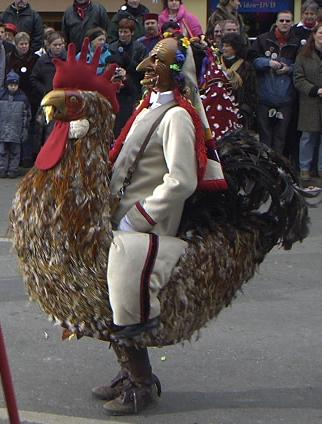
Guller beim Narrensprung

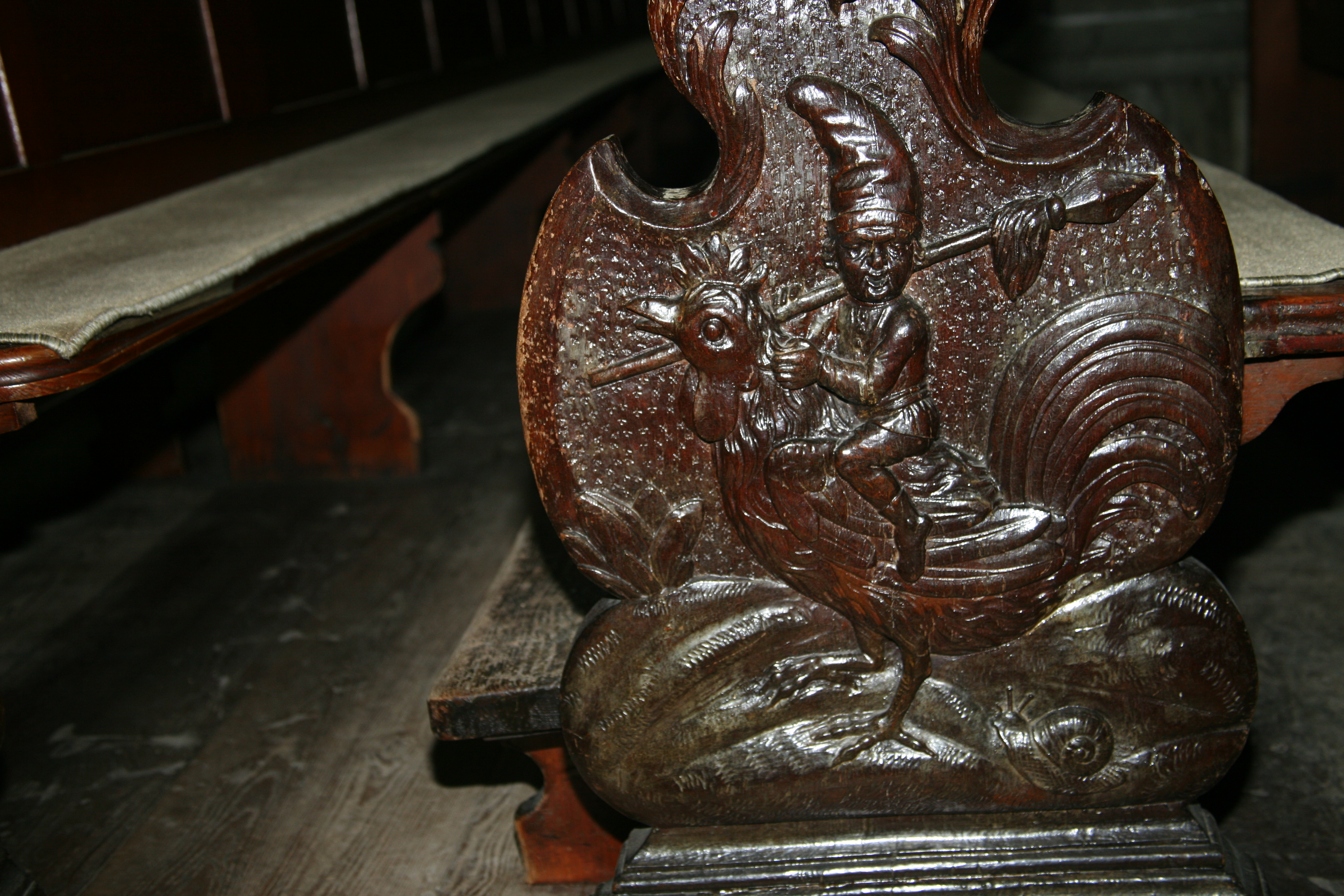
Hahnenreiter an der Kirchenstuhlwange im Heiligkreuzmünster Rottweil

Der Rottweiler Guller (schwäbisch für Hahn) ist eine Einzelfigur. Sie stellt einen Hahn dar, auf dem ein Narr reitet. Die Hahnenfigur trägt gerne immer ein Fasnetsküchle (Krapfen) im Schnabel. Der Hahn steht für die sogenannte „Geilheit“ der Narren. So sieht man den Guller oft mit seinen Füßen scharrend auf die am Straßenrand stehenden Frauen und Mädchen zureiten. Früher war der Guller eine Ganzkörpermaskierung ohne Gullerreiter.
Der heute laufende Guller wurde erst im Jahre 1956 durch Ludwig Sauter gefertigt. Die einmalige Larve stammt von German Burry, der auch noch viele weitere Larven der Rottweiler Fasnacht geschaffen hat.
1907 liefen noch vier Guller. Aus unterschiedlichen Gründen sind sie heute nicht mehr im historischen Narrensprung zu sehen. Einer wurde in den 1920er Jahren vom Landesmuseum Stuttgart gekauft, fiel aber den Bombenangriffen im Zweiten Weltkrieg zum Opfer. Auch 1956 verkaufte die Narrenzunft einen Guller an das Landesmuseum Stuttgart. Ein weiterer Vorgänger des heute agierenden Gullers steht im Stadtmuseum Rottweil.
Ein Hahnenreiter findet sich übrigens auch auf einer Kirchstuhlwange des Heiligkreuzmünsters. Ein Aufsatz des Rottweiler Stadtarchivars deklariert dieses Bildnis aber nicht unbedingt als direkten Urvater des Fasnetsgullers.

### Narrenengel

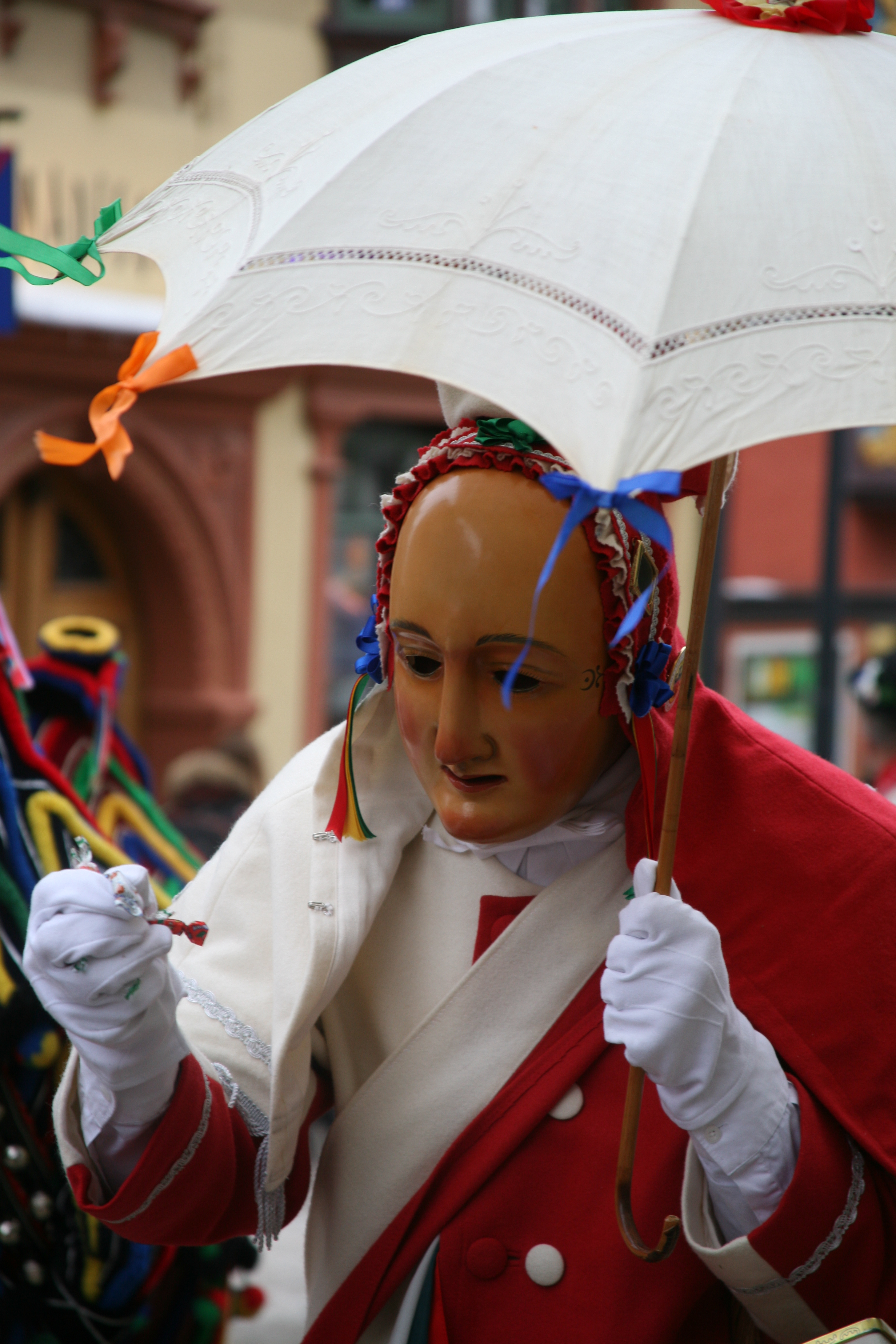
Narrenengel nach dem Sprung

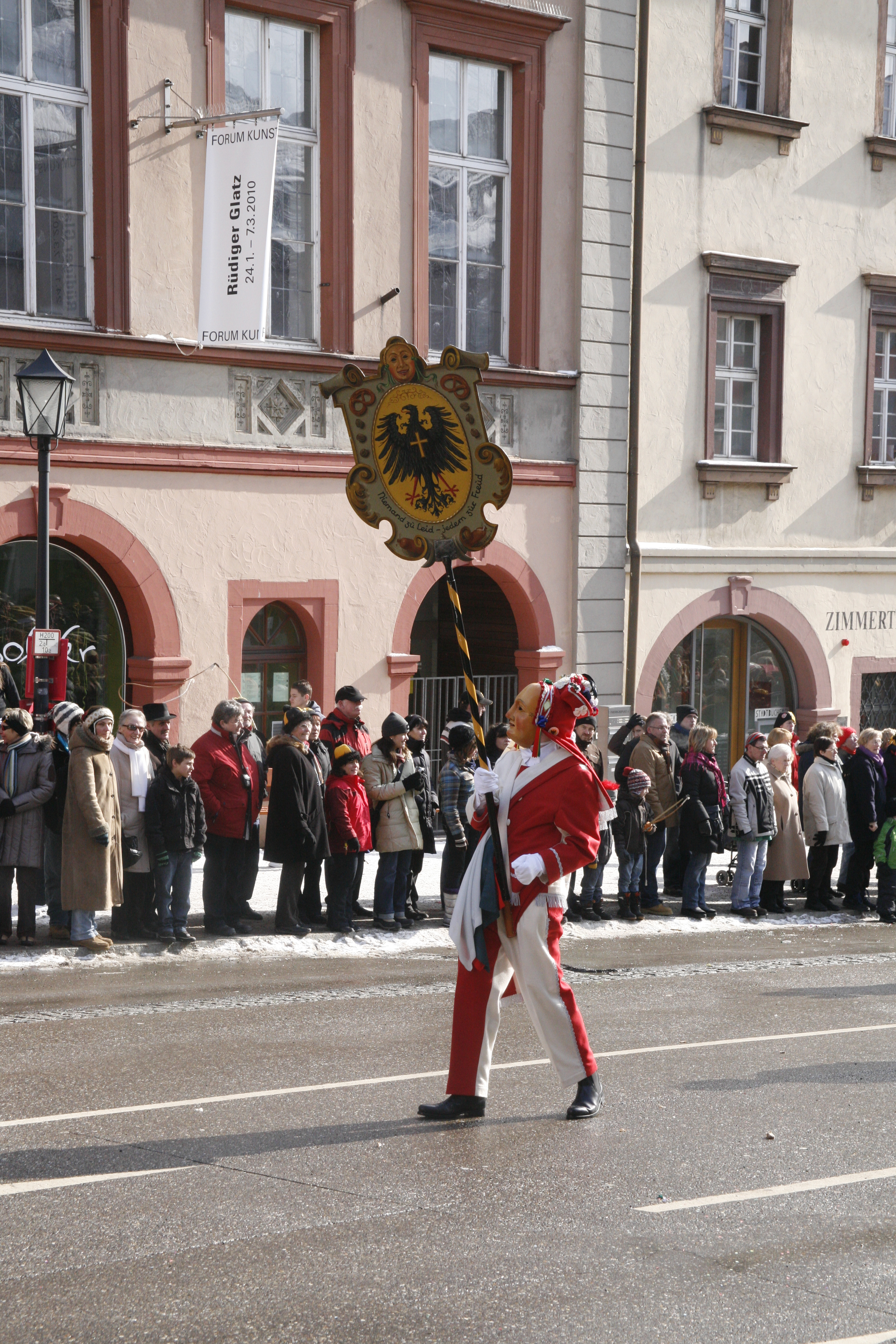
Narrenengel während des Sprungs

Auch der Narrenengel ist eine Einzelfigur, dem die Aufgabe zufällt, als erster Narr beim Narrensprung durchs Tor zu laufen und die Narrentafel zu tragen. Auffallend ist auch, dass der Narrenengel nicht die heutigen Rottweiler Stadtfarben Schwarz und Gelb trägt, sondern die alten Reichsstadtfarben Rot und Weiß. Quer über seine Brust trägt er ebenfalls eine rotweiße Schärpe. Er hält die Überlieferung an die Engelsgesellschaft wach, die als Einrichtung lediger Bürgerssöhne Trägerin der reichsstädtischen Fasnet war. Der Narrenengel ist die einzige Rottweiler Fasnetsfigur, die bisher nicht von anderen Narrenzünften nachgeahmt wurde. Dies ist verständlich, denn wie keine der anderen Narrenfiguren wurzelt seine Herkunft im Leben der Rottweiler Handwerkszünfte. Nach dem Sprung tauscht er seine Narrentafel mit einem Schirm, damit er weiter an der Straßenfasnet teilnehmen kann.

### Langer Mann und Dickes Weib

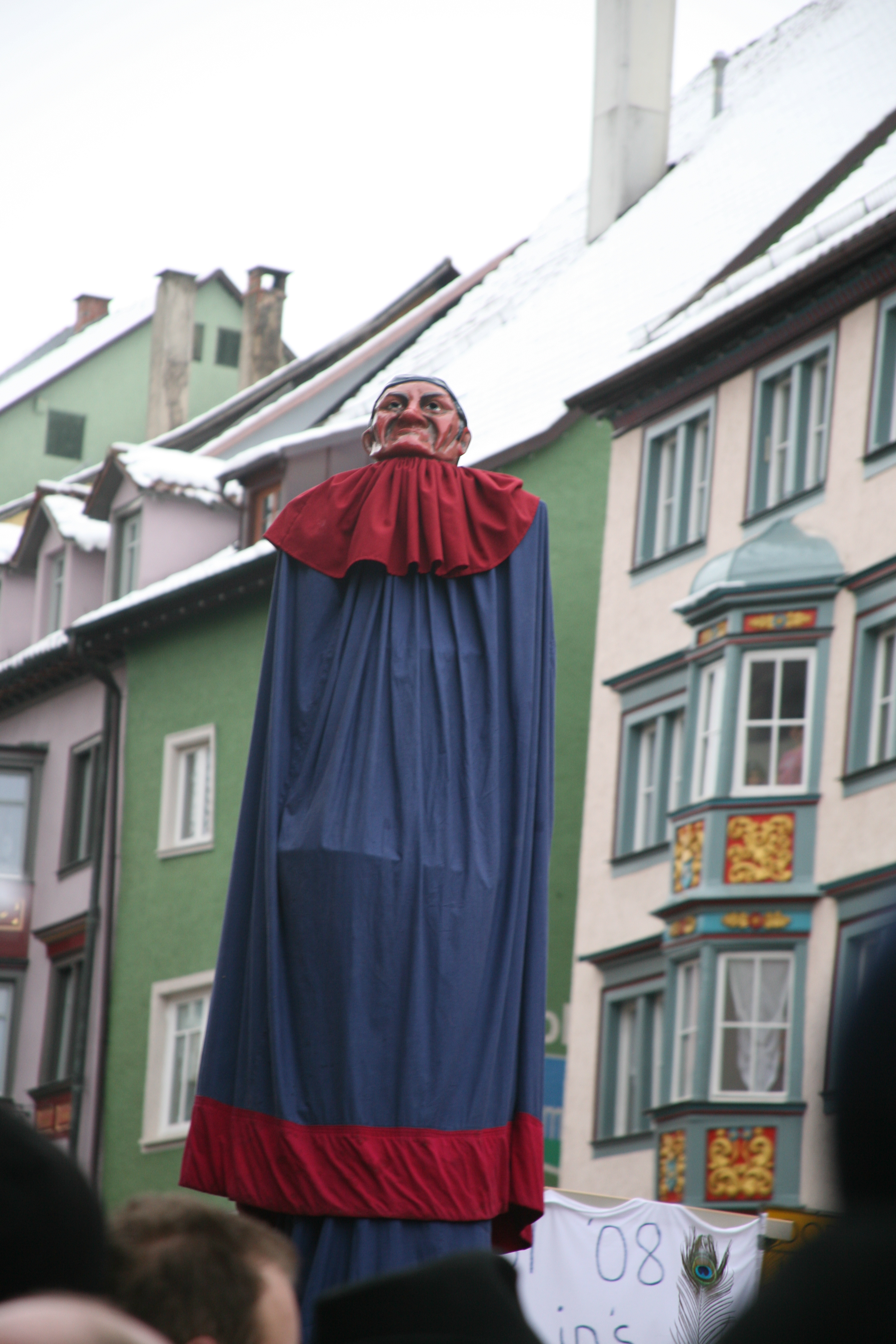
Langer Mann

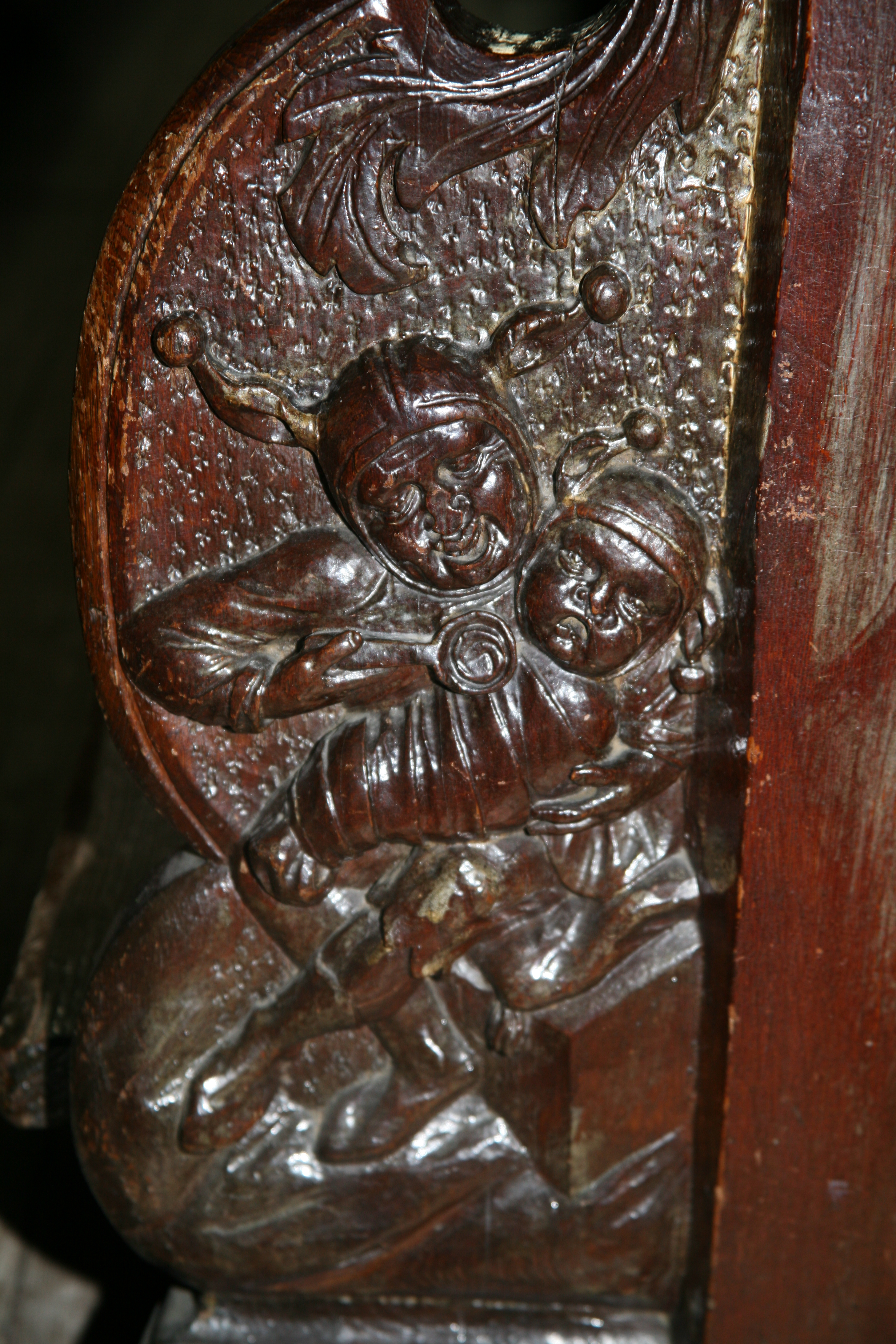
Narrenmutter mit Kind (Dickes Weib mit Kind) an der Kirchstuhlwange im Heiligkreuzmünster Rottweil

Der Lange Mann gehört ebenfalls zum historischen Bestand der Rottweiler Fasnet und wurde im Zuge der Wiedergründung der Narrenzunft 1903 wiederbelebt. Er geht heute zusammen mit der Tagwachkapelle in der Frühe des Fasnetsmontag durch die Stadt um „die Narren zu wecken“. Früher soll er bereits diese Funktion besessen haben und die Bewohner Rottweils an den Fenstern ihrer Gebäude aufgeweckt haben. Ob er die Figur eines Narrenvaters darstellt, wie man annehmen möchte, wenn der Lange Mann heute mit dem Narrensamen während des Narrensprungs unterwegs ist, bleibt zweifelhaft. Auch die Reduzierung auf ein Überbleibsel der karnevalistischen Phase im 19. Jahrhundert ist nicht geklärt. Vermutlich ist die Figur zumindest ideengeschichtlich älter.

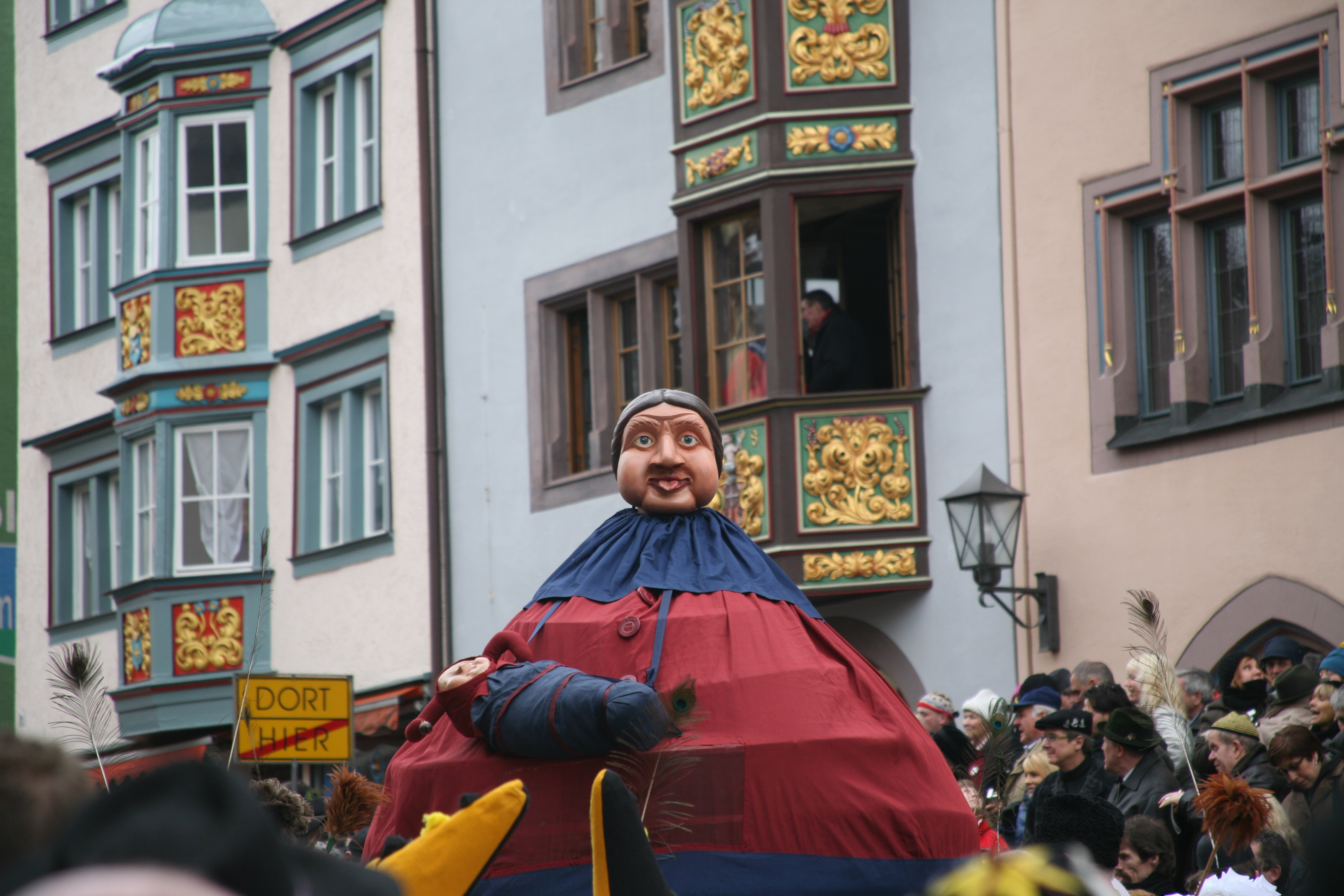
Dickes Weib mit Kind

Während der Lange Mann damals wiederhergestellt wurde, erfolgte dies beim Dicken Weib nicht. Erst in jüngster Vergangenheit wurde auf private Initiative versucht, das Dicke Weib, als Ergänzung zum Langen Mann, zu rekonstruieren. Das Dicke Weib ist bisher nicht von der Narrenzunft Rottweil als „Original Rottweiler Narrenkleid“ anerkannt worden und teilt damit das Schicksal des Bettelnarren. So darf das Dicke Weib ausschließlich am Umzug für den Narrensamen am Fasnetssonntag teilnehmen, nicht jedoch zusammen mit dem Langen Mann und dem Narrensamen an den Narrensprüngen. Es wird angenommen, dass die Narrenmutter im Heiligkreuzmünster aus dem Jahre 1703 auf einer der Kirchenstuhlwangen nichts anderes als das Dicke Weib darstellt.

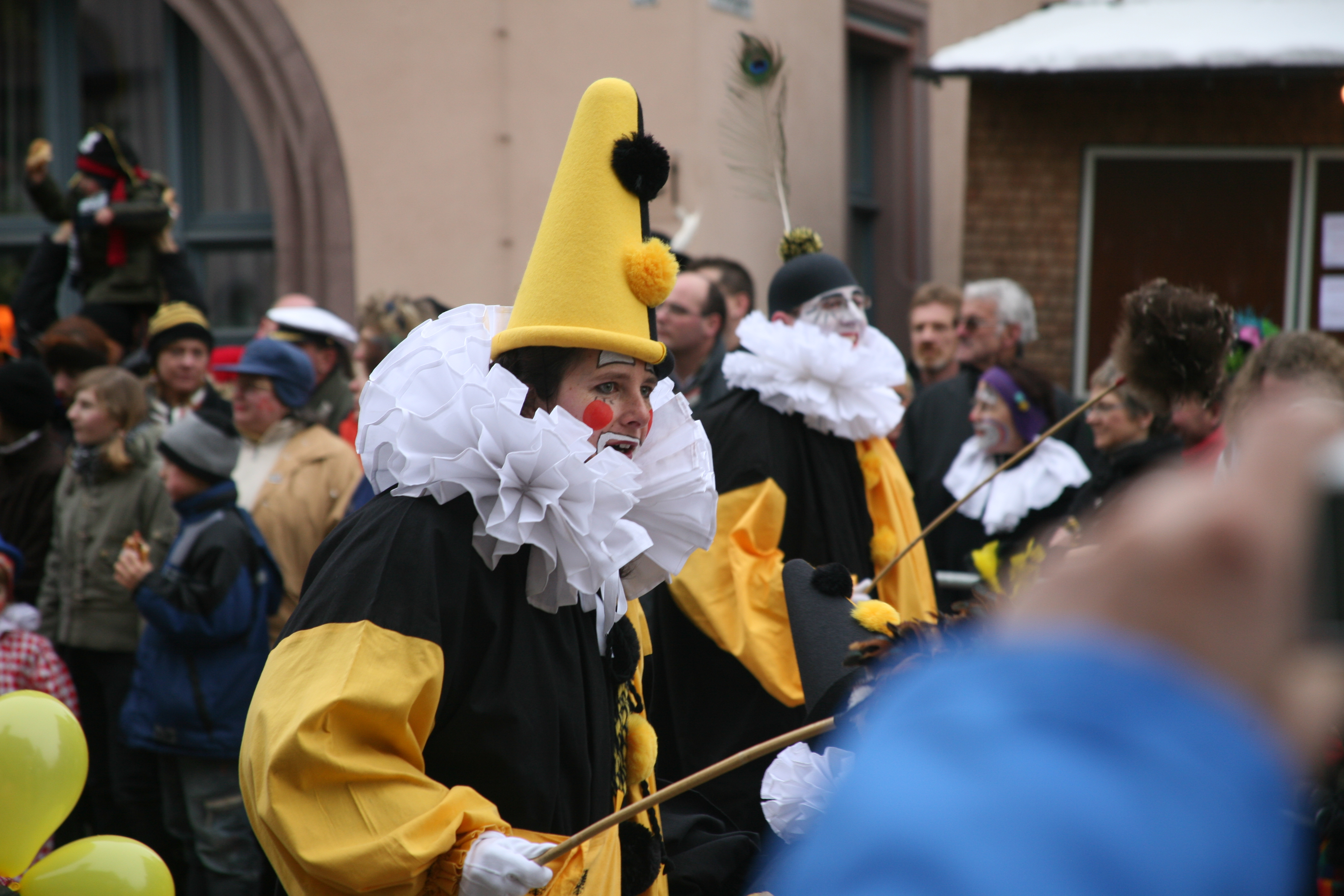
Bajass beim Kinderumzug

### Bajass
Der Bajass ist das Kleid des Narrensamens (des Narrennachwuchses). Es besteht aus einem pludrig geschnittenen Hosenanzug. Dazu wird eine Halskrause und ein spitzer Bajazzohut getragen. Mehrheitlich ist dieses Kleid in den Farben Schwarz und Gelb gehalten. Während allerdings bei den Narrenkleidern der traditionellen Narren auch zahlreiche Kinderkleidle vorhanden sind, ist es nicht verwunderlich, dass im Zuge des Numerus clausus mit Zulassungsbeschränkung für neue Narrenkleider seit 1974 auch viele Erwachsene die Alternative wahrnehmen, um im ursprünglichen Kleid des Narrensamens wenigstens als Bajass am Rottweiler Narrenlaufen teilzunehmen.

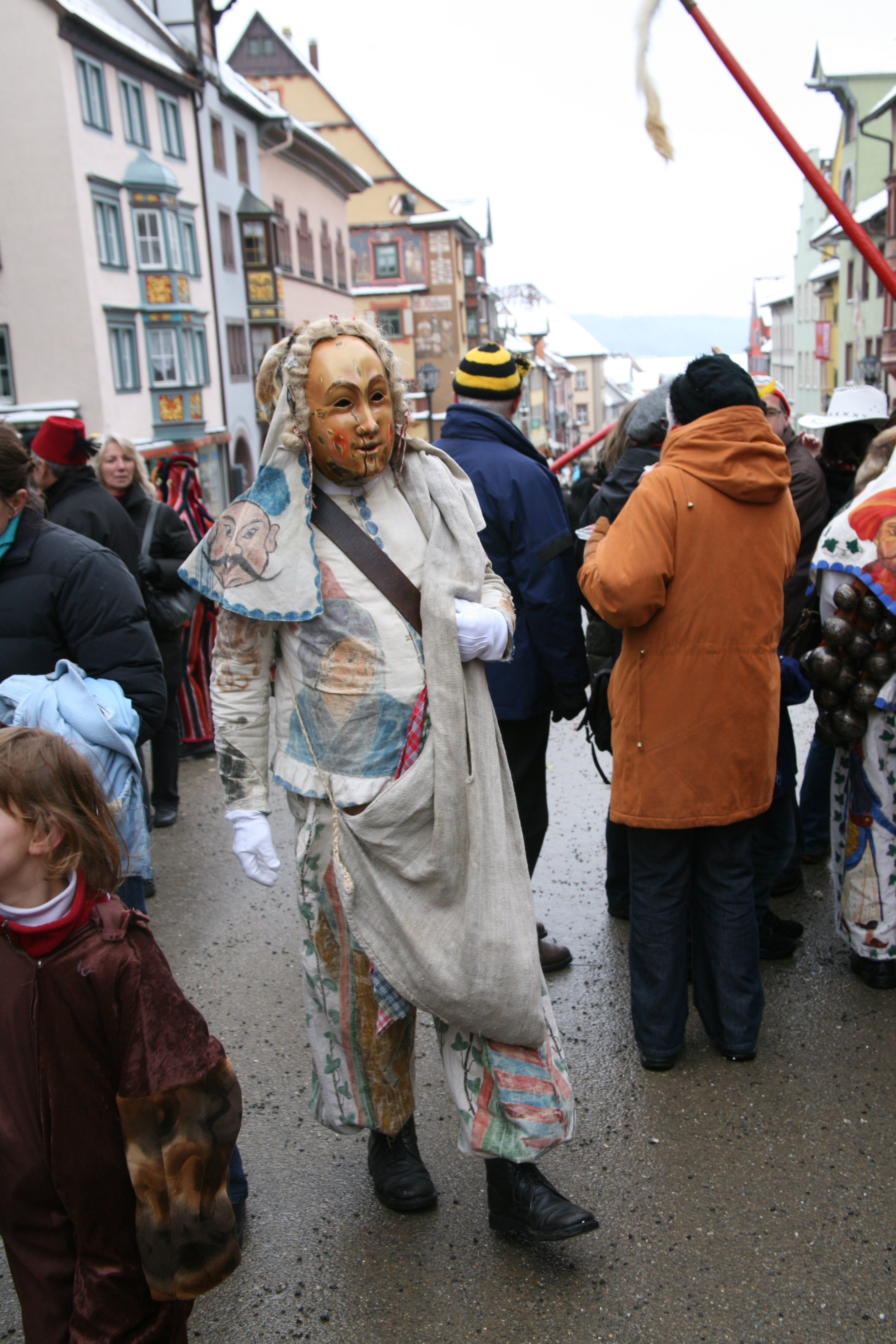
Der Bettelnarr am Rosenmontag

### Bettelnarr
Wie das Dicke Weib hat der Bettelnarr nach seiner Wiederbelebung durch den Stadtjugendring vor einigen Jahren bisher nicht das Zertifikat der Narrenzunft Rottweil erhalten. Der mündlichen Überlieferung nach, die sein Aussehen detailliert beschreibt, wurde der Bettelnarr wieder als Einzelfigur geschaffen, die ein zerschlissenes Gschellnarrenkleid, eine beschädigte Gschellnarrenlarve und einen Katzenschwanz anstelle von drei Fuchsschwänzen trägt. Hinzu kommt ein einzelner Glockenriemen mit nur einer Glocke. Über der Schulter hängt ein „Somasack“, in dem er früher im Sinne des Heischebrauchs Almosen für die Armen sammelte und damit eine soziale Funktion in der Rottweiler Fasnet übernahm. Auch heute sammelt er wieder, allerdings für die Alten und Kranken.

## Historische Narrenkleider

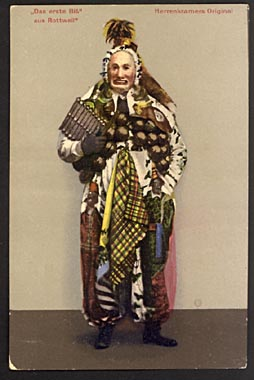
I. Biss aus dem Herrenkramerschen Fundus dargestellt auf einer Postkarte um 1900

In der Rottweiler Fasnet sind noch verschiedene Narrenkleider aus dem 19. Jahrhundert erhalten. Der so genannte Herrenkramersche Fundus geht auf den Schuhmachermeister Franz Josef Kramer (1813–1873), genannt Herrenkramer, zurück. Er und sein Sohn Victor (1849–1915) sammelten Narrenkleider, die sich heute noch weitgehend im Privatbesitz der Familie befinden. Der Herrenkramersche Fundus umfasst alle Rottweiler Narrenfiguren. Die Narrenzunft Rottweil orientierte sich in ihren Anfangsjahren bei der Ausgestaltung der Narrenkleider stark an dieser Sammlung.
Weitere klassische Rottweiler Larven sind die aus dem Besitz von Metzgermeister Dominikus Sichler (1823–1879) stammende Larve „Metzger Sichlers Gschell“, die heute im Stadtmuseum aufbewahrt wird, und das nach dem Sattlermeister Pius Kempter (1855–1936) benannte „Kempters Gschell“ in Privatbesitz. „Drehers Biss“ ist nach seinem ehemaligen Besitzer, dem Schmiedemeister Dreher, benannt. Es wurde 1864 angefertigt und befindet sich ebenfalls im Stadtmuseum. „Laiers Biss“ in Privatbesitz ist beim Narrensprung das einzige Biss, das noch einen Dreispitz trägt, wie er bei dieser Narrenfigur bis um das Jahr 1860 üblich war. Es ist nach dem früheren Besitzer, dem Schneider Laier, benannt. Besondere Schantlekleider sind „s'Reichstadte Schantle“, der vermutlich auf die in Rottweil ansässige Familie Reichstadt zurückgeht. „Ettenspergers Fransenkleidle“ stammt vermutlich aus dem Nachlass des Sattlers Ignaz Ettensperger und befindet sich heute in Privatbesitz. Der „Marx-Becka Federahannes“ ist eine Federahanneslarve, deren Namen sich von Bäckermeister Franz Josef Marx (1791–1867) ableitet. Sie befindet sich ebenfalls in Privatbesitz und nimmt an den Narrensprüngen noch teil.

## Landsknechte und Landsmägde

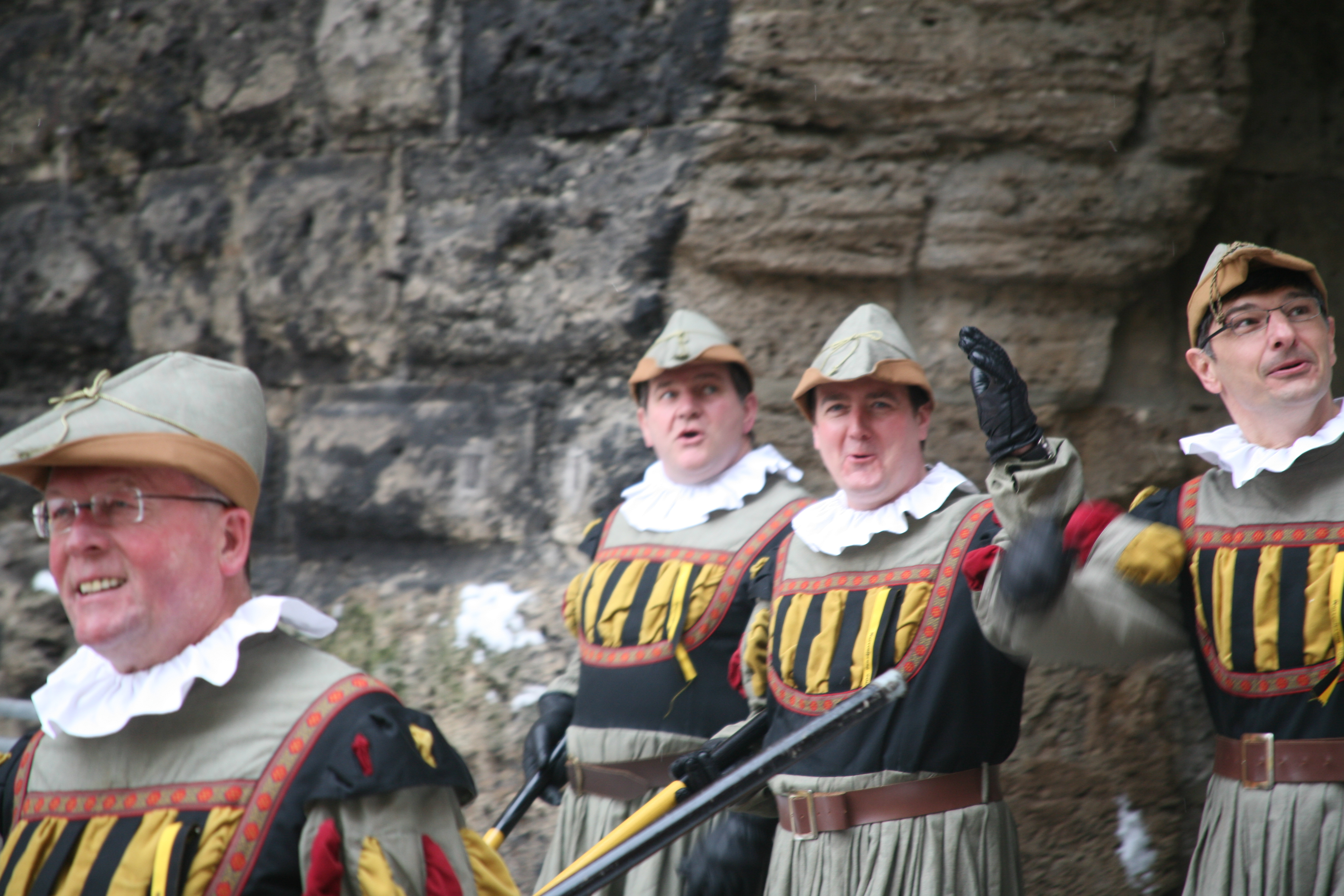
Landsknechte am Schwarzen Tor

Während der Fasnetssprünge sorgen die Landsknechte und Landsmägde für Ordnung. Mit ihren langen Stangen sind sie für einen reibungslosenen Verlauf des Narrensprungs verantwortlich. So halten sie die Straße für die Narren frei oder teilen den historischen Sprung. Oft werden die Landsknechte im Volksmund einfach nur Ordner genannt. Heute gibt die Narrenzunft ca. 66 Ordneruniformen aus. Als Geburtsstunde der Landsknechtgruppe in der heutigen Form gilt der 14. Januar 1978. Der erste Oberordner wurde damals Manfred Stützle.

## Film
- Sigrun Köhler, Wiltrud Baier (Böller und Brot; Buch, Regie, Kamera):[10] Narren - Rottweil im Fastnachtsfieber. (Die über drei Jahre gedrehte Dokumentation verschränkt Bilder aus Straßenfasnacht, Narrensprung und aus der Tätigkeit der Narrenzunft (damals über 6000 Mitglieder) mit Beobachtungen bei Rottweiler Kostümschneidereien, einer Schusterwerkstatt und Maskenschnitzern.) SWR, Deutschland, 2019, 94 Min. (Original-Töne im Dialekt sind durch Untertitel übersetzt; ARD-Mediathek)